# Kościan (stacja kolejowa)
Kościan – stacja kolejowa w Kościanie, w województwie wielkopolskim, w Polsce, na trasie kolejowej nr 271 Wrocław Główny - Poznań Główny, przy ulicy Dworcowej 1. Według klasyfikacji PKP ma kategorię dworca regionalnego.

## Ruch pasażerski
| Rok  | Wymiana roczna | Wymiana pasażerska na dobę | miejsce w Polsce |
| ---- | -------------- | -------------------------- | ---------------- |
| 2017 | 949 000        | 2 600                      | 95               |
| 2018 | 876 000        | 2 400                      |                  |
| 2019 | 913 000        | 2 500                      |                  |
| 2020 | 476 000        | 1 300                      |                  |
| 2021 | 913 000        | 2 500                      | 80               |
| 2022 |                | 3 100                      |                  |

## Historia
Budynek dworca został otwarty w 1856 roku z chwilą uruchomienia połączenia kolejowego na trasie Wrocław - Poznań. Pierwszy regularny kurs składu na trasie miał miejsce 27 października 1856 r. W 1969 rok przeprowadzono elektryfikację odcinka Puszczykówko – Leszno, a co za tym idzie też stacji Kościan. W okresie PRL na frontonie budynku dworcowego od strony miasta zainstalowano jarzeniowy neonowy napis Dworzec Kolejowy.
Stacja w Kościanie była stacją węzłową, krzyżowały się tu trzy linie kolejowe:
- 271 Wrocław Główny - Poznań Główny
- 366 Kościan - Miejska Górka[1]
- 376 Kościan - Opalenica[1]

Dziś w pełni czynna jest tylko linia nr 271. Pozostałe są nieczynne, aczkolwiek na linii nr 367 na odcinku Grodzisk Wielkopolski - Kościan stowarzyszenie Grodziskiej Kolei Drezynowej uruchamia przejazdy zabytkowymi drezynami.
Obecnie użytkowana jest niewielka część budynku dworca. W lipcu 2013 roku PKP rozpoczęły remont dworca. 11 kwietnia 2014 roku dworzec został ponownie oddany do użytku pasażerów.

## Infrastruktura
W bliskim sąsiedztwie stacji znajduje się też dworzec autobusowy, obsługiwany głównie przez PKS Leszno.
Stacja Kościan ma dwa perony połączone przejściem podziemnym. Perony 1 nie jest zadaszony i z niego jest bezpośrednie wejście do budynku dworcowego. Posiada on tylko jedną krawędź peronową. Peron 2 jest zadaszony całkowicie.
- Peron 1 (boczny) obsługuje ruch pociągów z kierunku Poznania do Wrocławia
- Peron 2 (wyspowy) obsługuje ruch pociągów wszystkich typów z kierunku Wrocław Główny i Poznań Główny.

Stacja Kościan w przeszłości posiadała lokomotywownię i ekspedycję kolejową. Obecnie budynki są nieużywane i postępuje ich dewastacja. Do dziś można na niej przeczytać niemiecką nazwę stacji Kosten. W chwili obecnej jest nieużywana, a wejście do niej zamurowane.
Przy budynku dworcowym znajduje się kozioł oporowy linii kolejowej nr 366 Kościan - Miejska Górka.

## Galeria

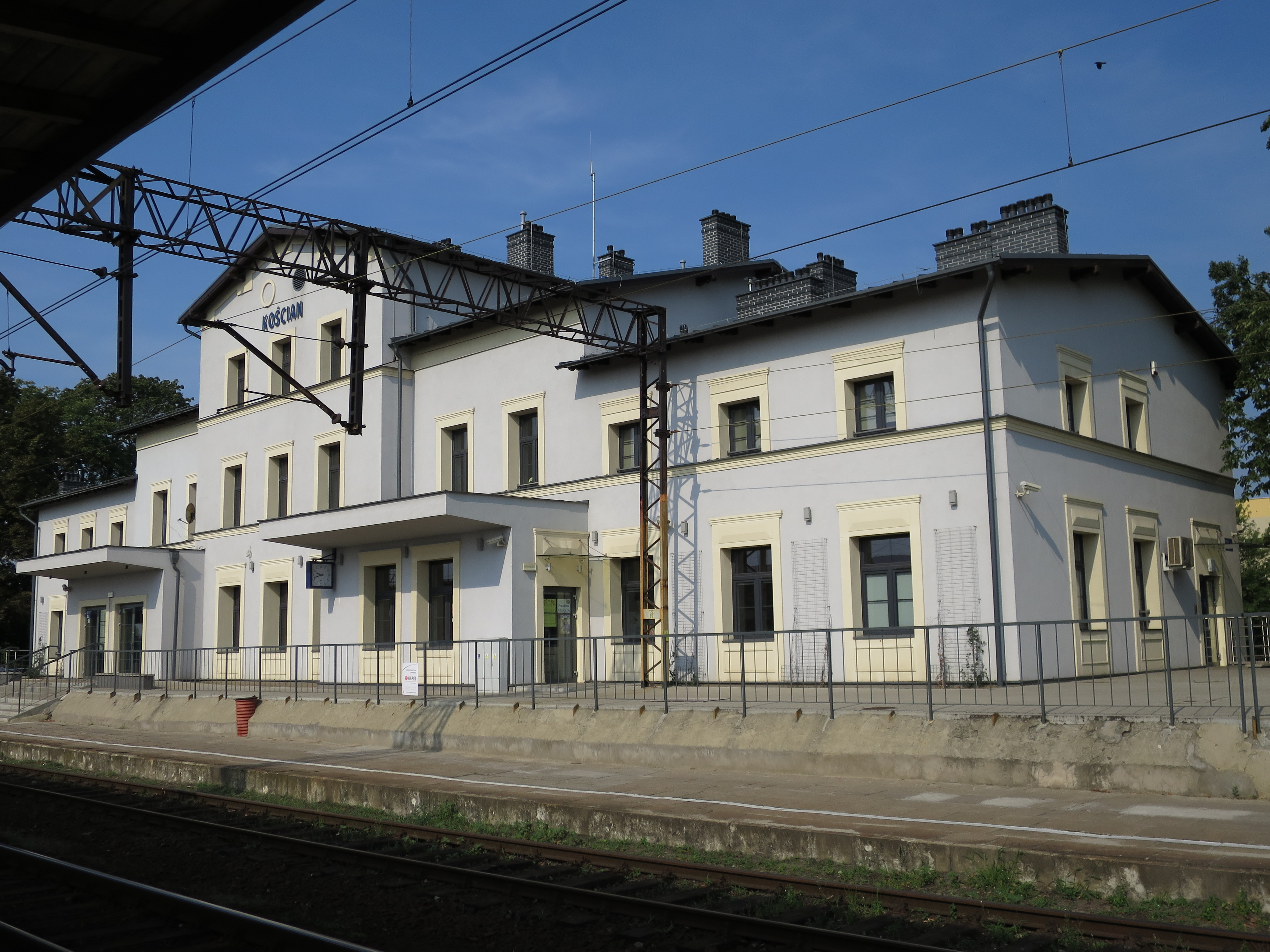
Dworzec od peronów
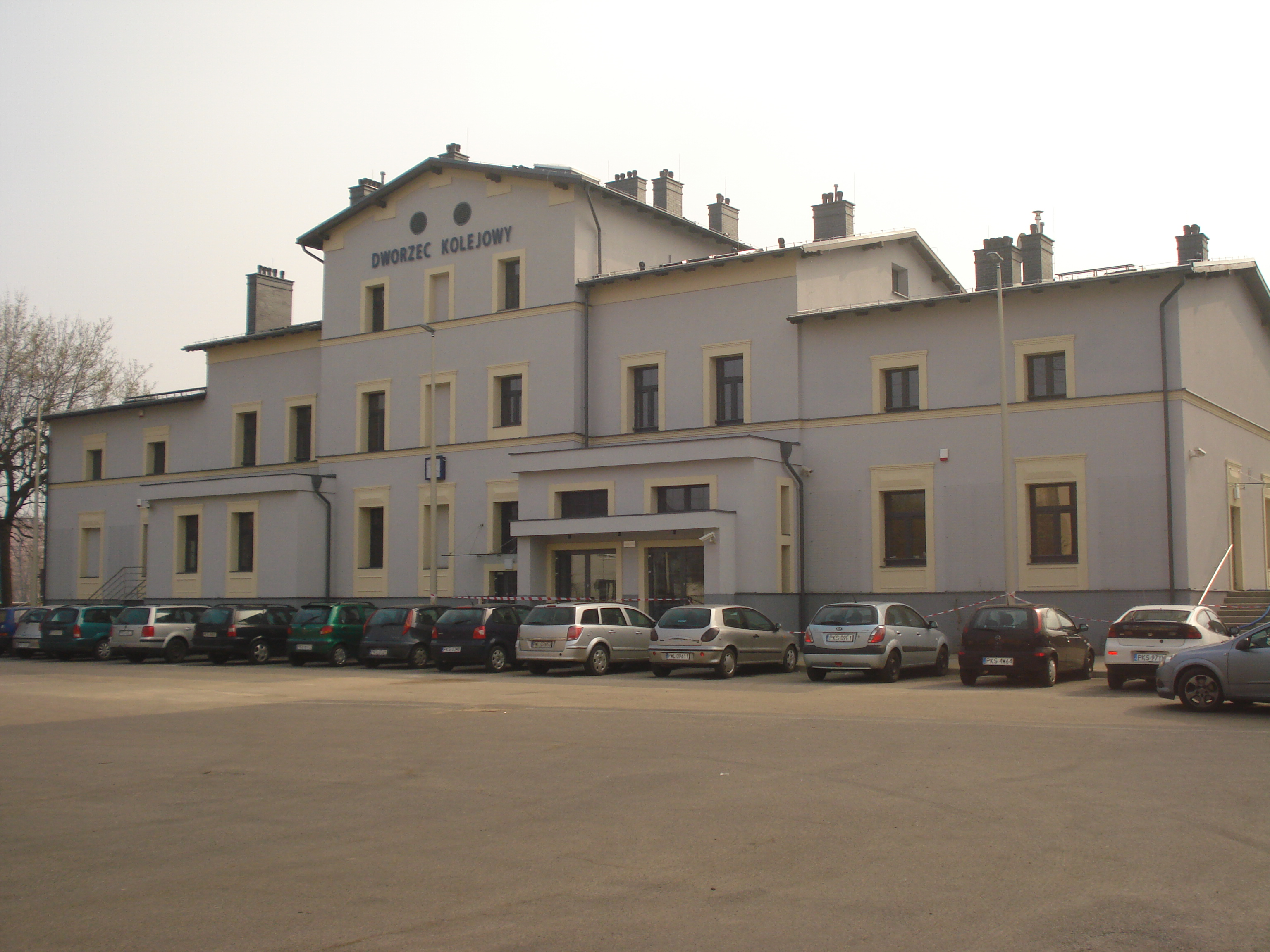
Dworzec od strony miasta
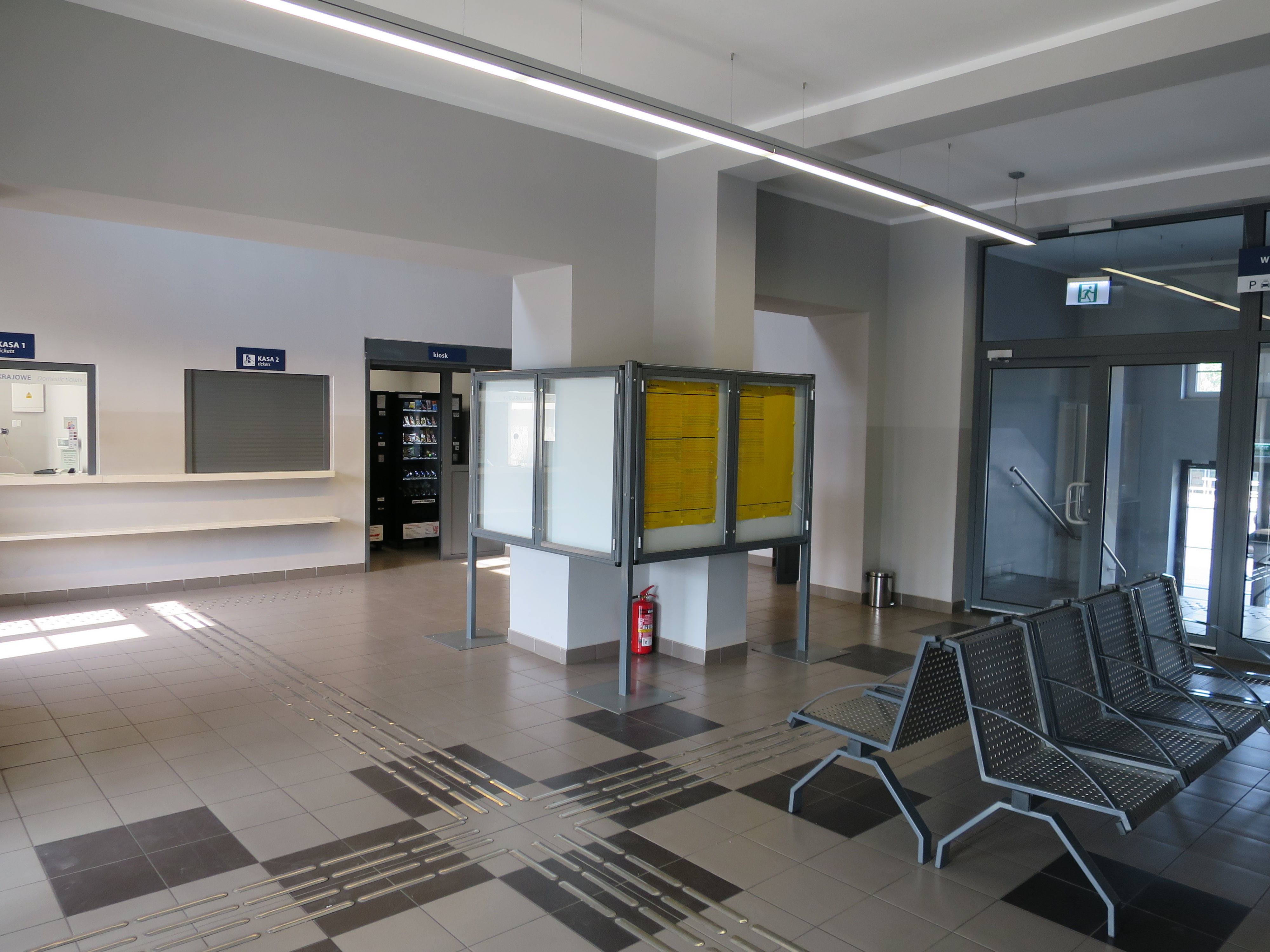
Wnętrze dworca
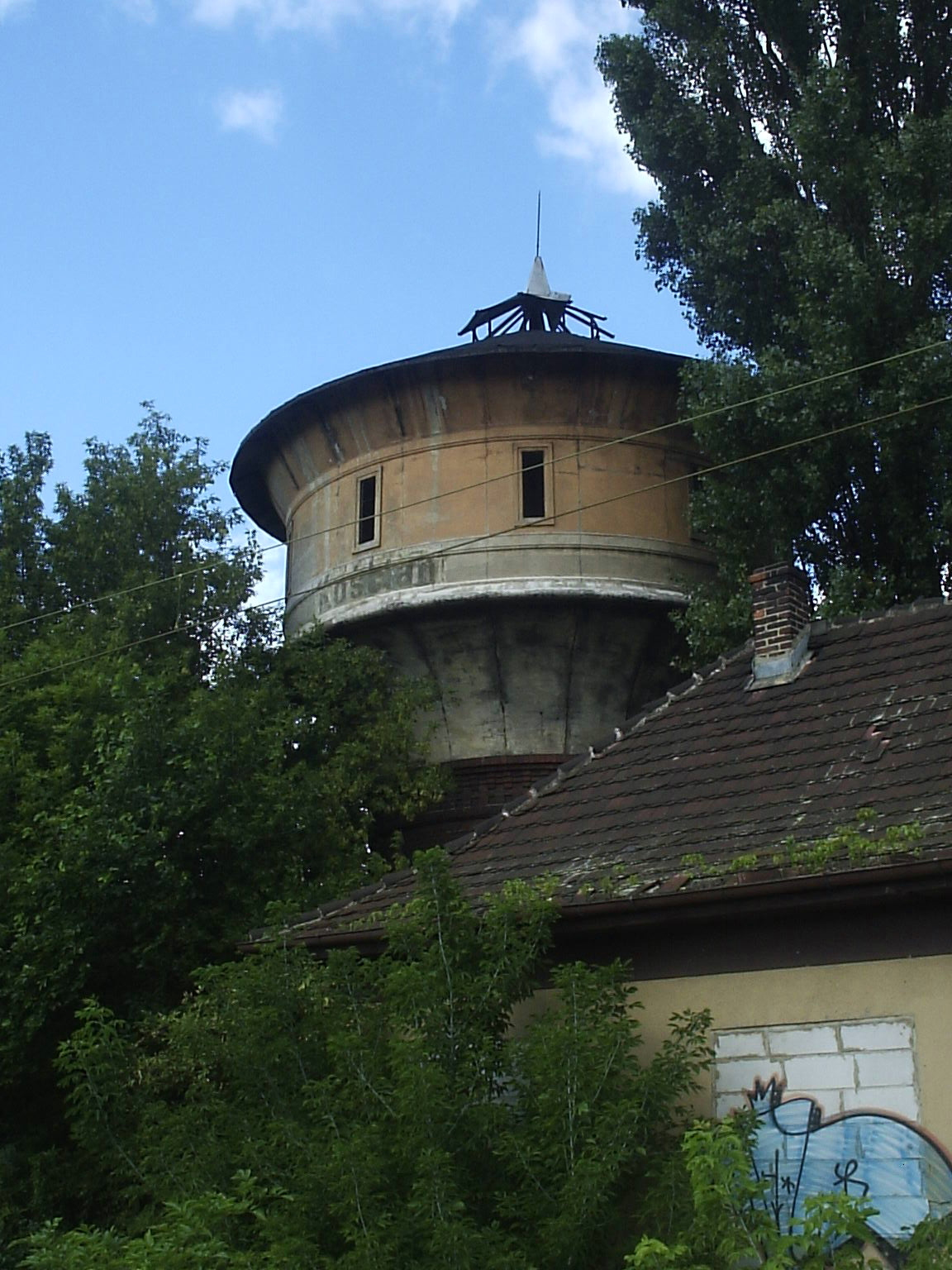
Kolejowa wieża wodna